# Памятник Нахимову (Севастополь)
Памятник Нахимову (укр. Пам'ятник Нахімову) установлен в центре площади Нахимова в Севастополе в честь выдающегося русского флотоводца Павла Степановича Нахимова. 

## История
Памятник был торжественно открыт 18 ноября 1898 год к 45-летию Синопского сражения. Авторы памятника — художник-любитель, генерал Александр Александрович Бильдерлинг и скульптор Иван Николаевич Шредер. На открытии присутствовал император Николай II.
После захвата власти большевиками памятник в 1928 году был демонтирован в соответствие с декретом Совнаркома «О снятии памятников, воздвигнутых в честь царей и их слуг, и выработке проектов памятников Российской Социалистической революции». На оставшемся цоколе в 1932 году установили памятник В. И. Ленину (скульптор В. В. Козлов). 
После освобождения города от немецкой оккупации на этом месте был поставлен временный памятник В. И. Ленину. При подготовке к празднованию 100-летия Севастопольской обороны Севастопольский горсовет в 1952 году принял решение о строительстве нового монументального памятника Ленину в другом месте, на вершине Центрального (Городского) холма, а на прежнем месте вновь установить памятник адмиралу П. С. Нахимову. 
5 ноября 1959 года состоялось открытие воссозданного памятника, авторы — скульптор Николай Васильевич Томский и архитектор А. В. Арефьев. Воссозданный памятник в целом сохраняет преемственность с предыдущим, но имеет и ряд существенных отличий: фигура Нахимова повёрнута лицом к городу (была к морю), заменено оружие в руках адмирала на морской палаш (в первом варианте памятника была сабля Осман-паши — трофей Синопского боя).

## Описание
Скульптура Нахимова выполнена в полный рост. Фигура одета в шинель. В правой руке у скульптуры подзорная труба. Левая рука лежит на морском палаше. 
Скульптура обращена лицом к городу. За спиной у неё находится Графская пристань. Первоначальный вариант памятника был обращён лицом к Графской пристани.
На постаменте прикреплены три горельефа. На них изображены эпизоды из биографии Нахимова: «Синопское сражение», «На 4-м бастионе» и «Беседа Нахимова с матросами».
Скульптура и горельефы изготовлены из бронзы. Постамент изготовлен из полированного гранита. Общая высота памятника составляет 13,5 метра.
- Скульптура Нахимова
- Горельеф на постаменте
- Горельеф на постаменте
- Горельеф на постаменте
- Памятник Нахимову на почтовой марке СССР «Город-герой Севастополь»